# No.74粘着手榴弾
No.74粘着手榴弾（ナンバー74ねんちゃくしゅりゅうだん）はイギリスが第二次世界大戦中に設計、配備した手榴弾である。制式名称はGrenade, Hand, Anti-Tank No. 74。広汎にはスティッキー・ボム（Sticky bomb：粘着爆弾の意）として知られた。

## 概要
No.74粘着手榴弾は、イギリス陸軍とホーム・ガードの使用のために開発された幾つかの対戦車兵器の一つである。これはイギリス軍がダンケルク撤退の際に装備の大半を放棄した余波として、十分な量の対戦車ライフルを欠いた事への特別な解決策だった。設計は、ミリス・ジェフリーズ少佐と、発明家であるスチュアート・マクレーを部員に含むイギリスの兵器設計部局、MIR(c)のチームによって行われた。
この手榴弾の構造は、強力接着剤でくるんだガラス製の球形容器にニトログリセリンを収容し、板金のケースで包んだものである。使用者が手榴弾の柄上部のピンを引くと、ケースは剥落し、球体部分が露出される。もう一つの安全ピンは発火機構を作動させるものであった。さらに起爆には内部のガラス製球形容器を破壊する必要があり、使用者は十分な力で敵の戦車や装甲車に吸着させる必要があった。吸着後、柄のレバーを解除し、5秒の遅延信管を作動させる。この信管はニトログリセリンを爆発させた。
設計上この手榴弾にはいくつかの誤ちがあった。試験では、塵埃にまみれていたり泥だらけの戦車に吸着できず、また使用者が手榴弾のケース解除後に慎重を欠いたならば、それは簡単に彼の衣服などに貼り付いた。陸軍省の兵器委員会はこの手榴弾をイギリス陸軍が使用するものとして承認しなかったが、ウィンストン・チャーチル首相の個人的な干渉から手榴弾の量産開始に至った。1940年から1943年の期間におよそ250万発が製造された。これは主としてホームガードへ供給されたが、北アフリカ戦線ではイギリス軍とイギリス連邦軍（イギリスの植民地軍）によって使用され、6両のドイツ軍戦車を撃破し、またオーストラリア陸軍がニューギニアの戦いの期間中に装備した。フランスのレジスタンスもまた、相当量この手榴弾を供給された。

## 開発
ナチス・ドイツのフランス侵攻戦の終結、そして1940年5月26日から6月4日にかけて行われたイギリス海外派遣軍のダンケルク港からの撤退により、ドイツ軍のイギリス侵攻は有り得ることとなった。しかし、イギリス陸軍は、このような事態にあって祖国を防衛するには十分装備がととのっていなかった。ダンケルク撤退から一週間の後、27個師団だけは守備につくことが可能だった。陸軍には特に対戦車ライフルが欠乏し、これらのうち840挺がフランスに置き去りにされ、167挺だけをイギリスで使うことができた。残された銃の弾薬もまた非常に乏しく、規則により、訓練目的のための一弾さえ使用が禁じられた。
こうした切迫した状況から、利用可能な最新の兵器はイギリス陸軍へと割り当てられた。またホーム・ガードは「特別な」武器として、彼らの時代遅れな兵器と弾薬で乏しい兵備を補うことを余儀なくされた。こうした兵器の一つにスチュワート･ブラッカー中佐の発明品があり、これは旋回式でスピガット・モーターの原理を用いたブラッカー・ボンバードとして開発された。この砲は9.1kgの榴弾を約91m投射することができた。射出された砲弾は装甲を貫徹する働きを持たなかったが、それでも戦車に重い損害を与えることができ、1940年には大量のブラッカー・ボンバードが対戦車兵器としてホーム・ガードに供給された。ボンバードに私的に接近し、発展を引き受けたのはMIR(c)として知られる部局であった。この部局では、占領下のヨーロッパにいるゲリラやレジスタンスグループが兵器を使用できるよう、開発と兵器供給を行った。
ミリス・ジェフリーズ少佐とスチュアート・マクレーの二人はMIR(c)のメンバーであり、後者は、一般の市民か兵士、そのどちらが投げた時でも戦車に吸着できる手榴弾の概念を出した。マクレーが実験に参加したとき、自転車用のゴムチューブにプラスティシーン（塑像用粘土）を詰めたものが試みられていたが、これらは弾道が不正確で粘着力が不十分だった。ここから彼は、球形が投擲に最も適するという手引きを行った。ウィンストン・チャーチル首相は国家の対戦車防衛状態に関心を持ち、手榴弾について研究し、6月中の開発と生産を強制した。この兵器には6月に「Grenade, Hand, Anti-Tank No. 74」の名が与えられた。
手榴弾の最初の試験は、この手榴弾が埃や泥に覆われた戦車に吸着しなかったために芳しいものではなかった。そのため、陸軍省の兵器委員会は、陸軍の使用するものとしてこの手榴弾を承認しなかった。しかし、チャーチルは7月にさらなる試験が行われるよう指示し、また、個人的な手榴弾のデモンストレーション視察後には、これを速やかに量産に移すように命じた。1940年10月の彼のメモからはただ「粘着爆弾。百万個生産」が読める。
ケイ・ブラザーズ社は接着剤を提供したストックポートの化学薬品製造会社であり、接着剤を提供していた。この会社で手榴弾は組み立てられ、爆薬を充填し、アーディールにあるICIで起爆装置を装着した。1940年から1943年に、およそ250万発が生産された。

## 設計
Grenade, Hand, Anti-Tank No. 74（手榴弾、手投げ、対戦車、No. 74）は、ICIによって考案された、半液体状のニトログリセリン約1.25ポンド（570g）を収容するガラス球で作られた。この球体は、『粘着爆弾』のあだ名の出所となった、非常に粘着質な物質であるトリモチを大量に塗り込んだメリヤスで被覆された。外部のケースは金属の薄板で作られ、二つの半球に成形されていた。これらはガラス球の周囲を包むように配置され、5秒の遅延信管を内蔵した木製の柄に適切な箇所で固定された。この柄にはまた、2本のピンとレバーが内蔵された。ケーシングが運搬時にガラス球の接着剤と触れることがないよう、ケーシングの内面には密着防止用のゴムピン数本が設けられていた。最初のピンは引かれると薄板のケーシングを剥落させ、また二つ目は手榴弾内部の発火装置を作動させる。レバーは、撃発されていない信管を安全に保つために押さえられており、手榴弾は準備完了状態になる。それから使用者は戦車に駆け寄り、手榴弾を車体へ吸着させると同時にできるだけの力で球を壊し、車体の上へ厚いペースト状にニトログリセリンを塗り広げた。使用者のもう一つの選択肢は、距離をとって戦車へ投げつけるものであった。どちらの場合でも、手を放してレバーが解除されれば信管が作動し、その後手榴弾が起爆した。
この手榴弾には設計に関するいくつかの問題があった。使用者はこの手榴弾を投げるよりも、実際には戦車に駆け寄り、手でこれを設置するよう強く勧められたが、この過程で接着剤がいとも容易に使用者の制服にくっついた。そうなると使用者は、レバーをまだつかんでいるうちに、手榴弾を解放し引き剥がそうと努力する面白くない状況に置かれた。ニトログリセリンが経時劣化し、不安定になり始めたことも発見されたが、これはこの手榴弾の使用をさらに難しくした。手榴弾とは短射程な兵器であったので、使用者は戦車が彼らをやり過ごすまで、溝の中に潜伏し、または他の場所で隠れるよう訓練された。それから彼らは、防御が最も薄弱となる戦車の後部に手榴弾を吸着させた。これが爆発したとき、彼らが手で触るほど近づいておらず、わずか数メートルほど離れていれば、彼らは比較的安全だった。マークIIの設計では、ガラス球の代わりにプラスチックのケーシングを用い、また雷管の代わりに起爆薬が使われた。

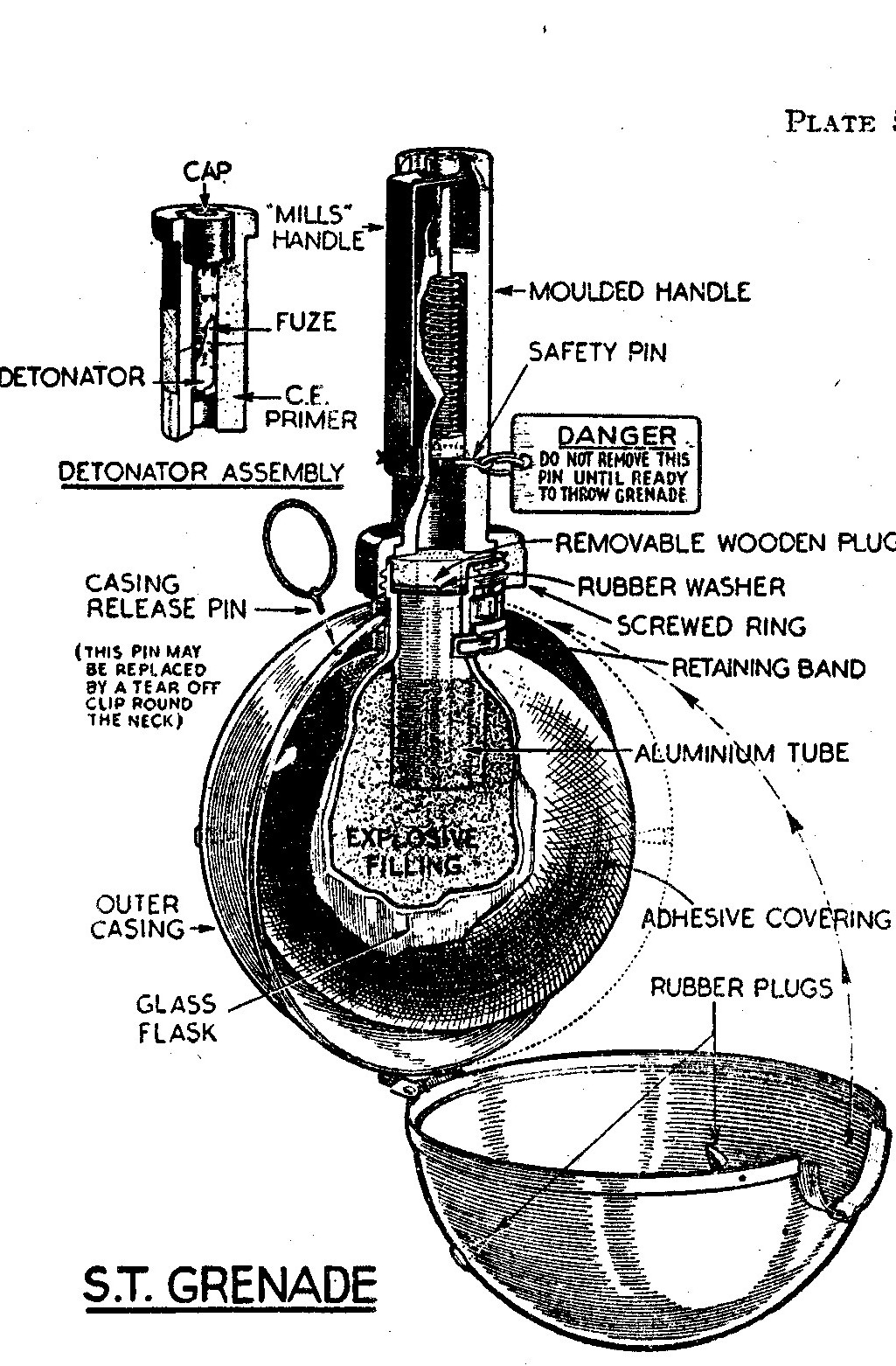
粘着手榴弾の内部構造。

## 戦歴
この手榴弾は1940年に始めてホームガードの部隊へ供給され、これらの部隊員はこの手榴弾の欠点にもかかわらずこれを好んだようである。兵器委員会はまた、正規の陸軍部隊がこの手榴弾を使用することを承認しなかったが、訓練用として相当数が供給された。
しかし、幾つかの粘着手榴弾は北アフリカ戦線で作戦に従事するイギリス軍とイギリス連邦軍部隊に使い道を見いだされ、対戦車用兵器として用いられた。1943年2月、ドイツアフリカ軍団がThalaの街を目指して進撃する際に、これらの連合軍側部隊は6両のドイツ軍戦車を破壊した。
この手榴弾はオーストラリア陸軍の部隊にも供給され、兵員はワウの戦いとラビの戦いに従軍中、この手榴弾を利用した。
相当数がフランスのレジスタンスにも供給された。

## 使用国
以下の国がこの手榴弾を使用した。
- オーストラリア[24]
- 自由フランス[26]
- イギリス[11]